# Barykada

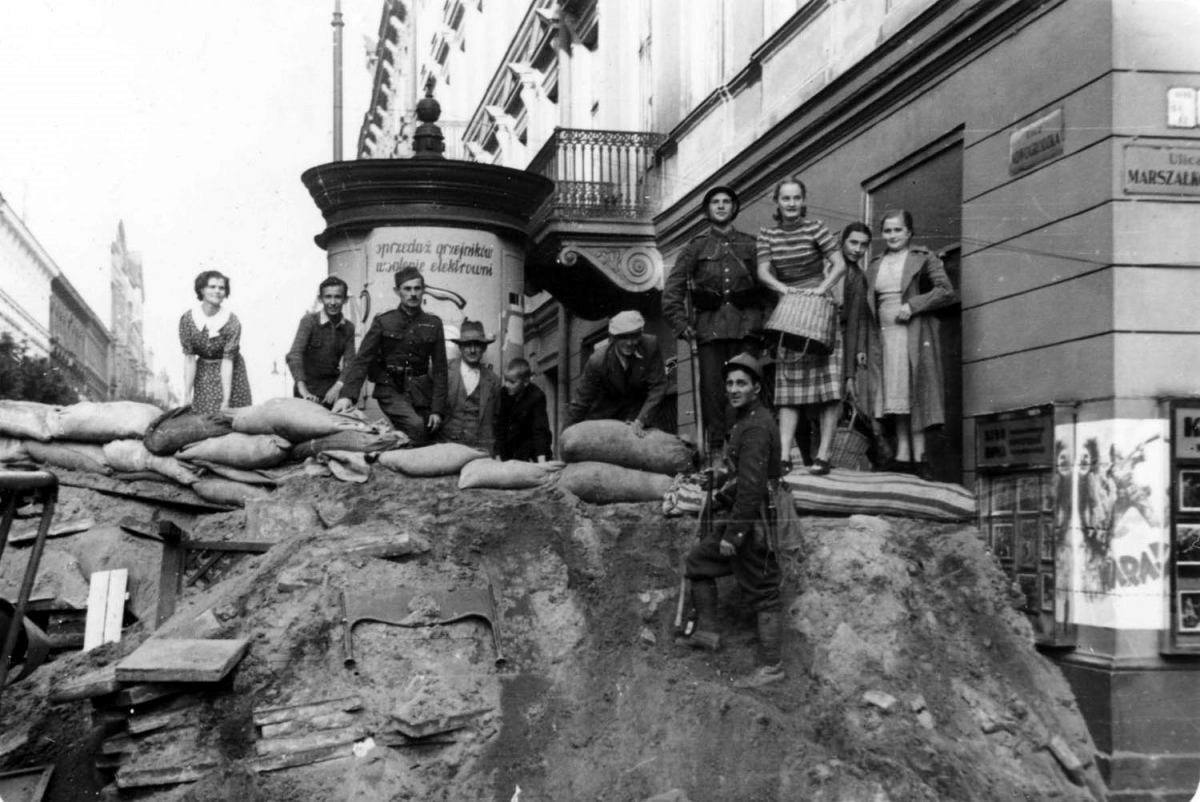
Obrona Warszawy we wrześniu 1939 roku. Budowa barykady na ul. Nowogrodzkiej

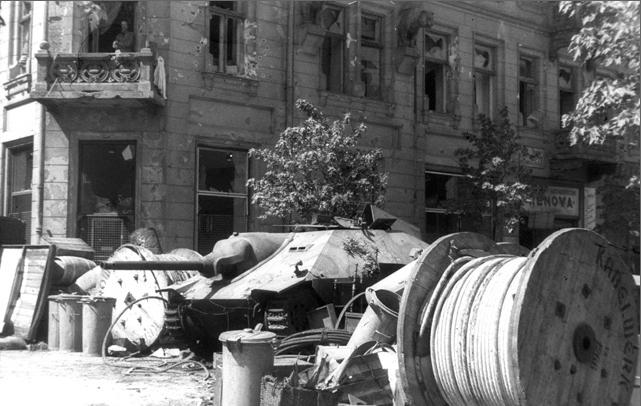
Barykada ze zdobytym przez powstańców działem pancernym „Chwat” na placu Napoleona w Warszawie (1944)

Barykada (fr. barricade) – doraźna fortyfikacja przegradzająca w całości przejazd danym szlakiem komunikacyjnym, zbudowana w miejscu uniemożliwiającym jego bezpośrednie obejście i z materiałów dostępnych na miejscu lub zgromadzonych specjalnie w tym celu. Barykada z uwagi na jej charakter musi być broniona przed jej rozebraniem lub sforsowaniem przez przeciwnika.
Budowana spontanicznie przez ludność i powstańców w czasie powstań i rewolucji, ale także przez grupy społeczne niezadowolone z panującego porządku, prawa, wydanych uchwał i tym podobnych w czasie zamieszek ulicznych.

## Zastosowanie
Stosowana głównie w walkach miejskich, ale niekiedy też w naturalnych zwężeniach terenowych – wąwozach, zamykająca przejazd pomiędzy ścianami budowli, sytuowana najczęściej w poprzek ulic, u wylotów z placów i tym podobnych. Do budowania barykad stosowano materiał z nawierzchni i podbudowy ulic (na przykład płyty chodnikowe, kostka brukowa), worki z piaskiem, cegły z rozbitych budynków, unieruchomione pojazdy i inne duże przedmioty (na przykład pojemniki na śmieci) po wypełnieniu ich piaskiem.
Dobrze wykonana barykada powinna zarówno uniemożliwiać jej sforsowanie przez pojedynczych przeciwników, jak i jego pojazdy. W tym celu powinna być „umocowana” do podłoża – zabezpieczona przed zepchnięciem przez specjalne konstruowane do tego celu pojazdy z lemieszem, na przykład polski policyjny BTR-60PB.
Barykady o charakterze militarnym konstruowano tak, aby stworzyć w nich również osłonięte stanowiska obserwacyjne i strzeleckie. Czasami w barykadach pozostawiano wąskie przejścia do celów komunikacyjnych oraz wyprowadzania kontrataków.